# Del Carretto

Escudo de armas de la familia Del Carretto.

La familia Del Carretto, de origen alerámico, se encontraba dividida en numerosas ramas, señores de diversos feudos en la riviera ligur y en el bajo Piamonte (actual Italia). El fundador de la dinastía fue Enrique del Vasto, hijo de Bonifacio del Vasto, señor de la Liguria Occidental y del Piamonte meridional. Enrique a menudo es conocido también como Enrique I Del Carretto, a pesar de que él nunca usó este nombre.

## Historia
Enrique del Vasto, marqués de Savona y uno de los principales colaboradores del emperador Federico I Barbarroja, tuvo dos hijos, Otón y Enrique, que después de su muerte (acaecida hacia 1185) se dividieron sus dominios. Otón obtuvo Savona y los feudos paternos al este de la línea ideal que comunica Carcare con Alba y principalmente el territorio entre las dos Bormida. El territorio de Otón se extendía hacia el nordeste hasta casi alcanzar Acqui, donde se encontraba con los feudos de Sessame, Bubbio, Cassinasco, Monastero Bormida y Ponti. Desde Ponti sus confines descendían a lo largo del valle de la Bormida di Spigno, hasta los castillos de Dego, Carretto y Cairo. Enrique II, a su vez, obtuvo la porción occidental de los dominios paternos, una porción de territorio que desde Finale llegaba casi hasta Alba, pasando por Osiglia, Millesimo, Camerana, Clavesana y Novello. Permaneció como propiedad común de ambos hermanos el castillo del Carcare, que presidía el cruce de la Bormida di Spigno y que aseguraba unos rentables peajes, y el territorio ligur entre Vado y Noli (con el castillo del Segno), lugar donde hacían escala los comerciantes provenientes de la bahía de Vado, de la cual se lucraban los marqueses.
Otón renunció rápidamente a la autonomía política. En abril de 1191 vendió por 1500 liras todos los bienes y derechos feudales que poseía en Savona y en los territorios circunstantes. Sucesivamente, Otón cedió también los derechos feudales sobre sus dominios en las Langas a la ciudad de Asti (1209) y parte a la de Génova (1214), obteniendo a cambio una recompensa económica y la reinvestidura de los mismos bienes como vasallo tanto para él como para sus herederos. De él descienden, por ejemplo, los Del Carretto de Ponti y Sessame.
Enrique II del Vasto y sus descendientes, a su vez, gobernaron durante cuatro siglos el Marquesado de Finale, del cual se desprendieron otros pequeños estados de los Del Carretto como el marquesado de Millesimo, el marquesado de Zuccarello y el de Balestrino.
Se supone que el apellido "de Charette" será su versión afrancesada, adoptada por los descendientes de Pietro del Carretto, que se había instalado en Bretaña (Finale 1285, Etampes 1331/32).

## El nombre

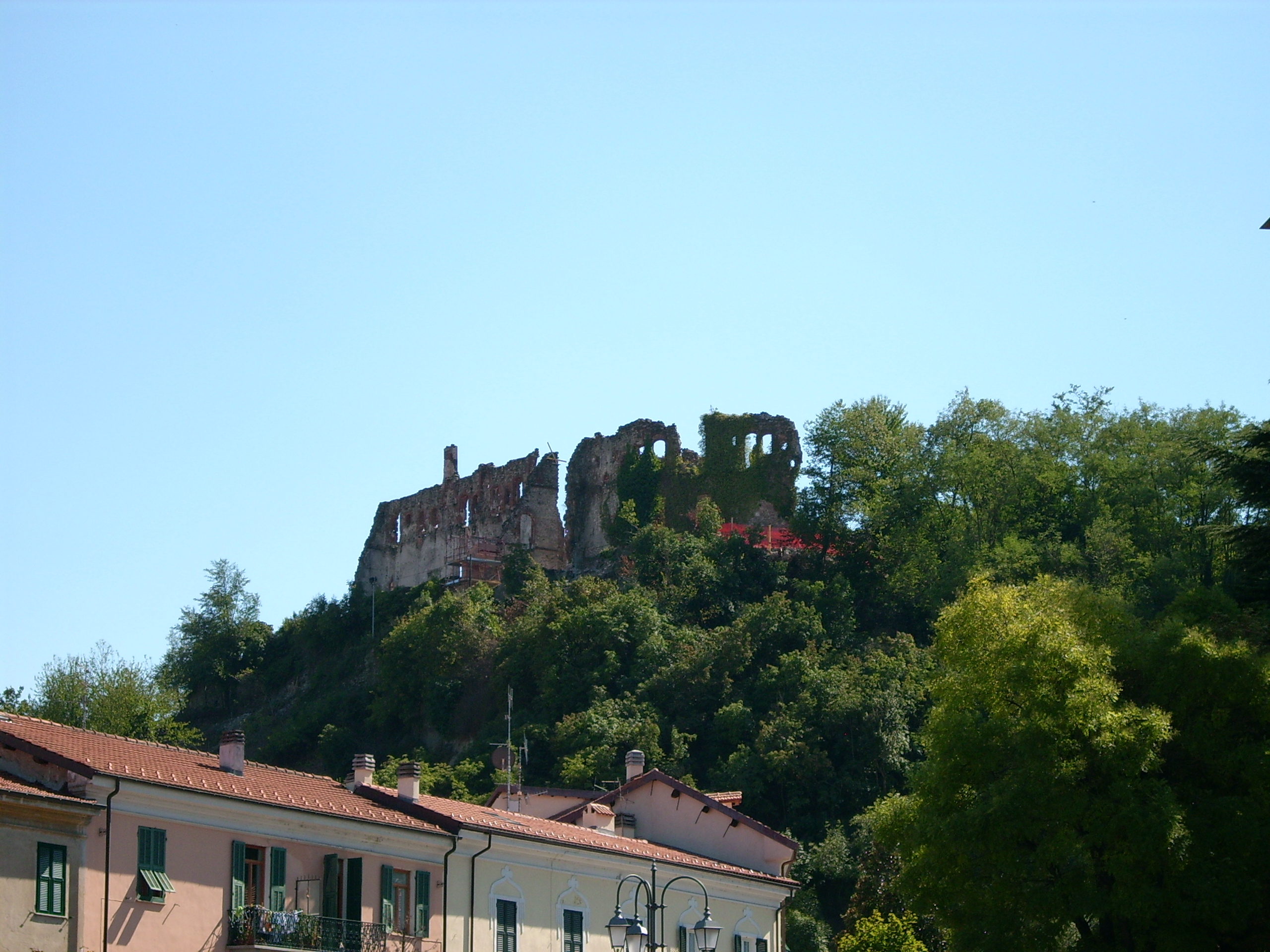
Las ruinas del castillo de Cairo Montenotte.

Del Carretto es solo una de las cuatro variantes que se conocen del nombre. Los descendientes de Enrique del Vasto prefirieron a menudo firmar documentos con el solo nombre de Carretto, sin ninguna preposición. También la versión Dal Carretto ha sido utilizada. La variante más extendida, no obstante, entre la historiografía menos reciente es la de del Carretto, en la cual las primeras letras en minúscula parecen denotar la proveniencia del pueblo de Carretto, integrante de Cairo Montenotte (municipio de la provincia de Savona, Italia), interpretando y traduciendo del latín carretto como una indicación de origen geográfico (privada, no obstante, de cualquier confirmación documentaria). La difusión de esta variante es consecuencia de una posición política coherentemente seguida por la República de Génova durante siglos, con miras a reconocer a los Del Carretto el título de marqueses de Savona (que aparece con mucha frecuencia en los documentos de la familia, pero absolutamente ausente en todos los tratados entre la República de Génova y los Del Carretto). En 1642 Raffaele Della Torre, famoso político pro-francés genovés, se inventó en su difundidísima Cyrologia que el nombre derivaba de un marquesado de Carretto y que era la prueba de que los Del Carretto no descendían de Enrique del Vasto. La teoría tenía como finalidad negar a los monarcas españoles el derecho de desembarco en la rada de Vado y más en general, cualquier derecho sobre el Savonese. Tales derechos, basados en los acuerdos entre Felipe II con el último marqués Del Carretto de Finale, habían estado poco antes rebatidos en la investidura de Felipe IV de 1639.
Recientemente, en cambio, ha sido sugerido que el nombre derivase del poema Il cavaliere del carretto, en el cual Chrétien de Troyes creó el personaje de Lanzarote del Lago. El poema fue escrito aproximadamente escrito dos decenios antes de que el nombre fuese utilizado por los descendientes de Enrique del Vasto y fue muy popular entre los trovadores que frecuentaban la corte de los marqueses alerámicos.
También los eruditos de siglos pasados no tuvieron nunca duda sobre el hecho de que el apellido estuviese unido a una carreta (carretta), aunque sin darle una única interpretación. Filadelfo Mugnos en su notabilísimo Teatro delle Famiglie nobili...di Sicilia propuso que se tratase de la carreta con la cual Aleramo y Adelasia huyeron para esconderse en los alrededores de Albenga (Parte primera, libro II, hoja 238). Quzás fue esta la versión que se transmitió con los Del Carretto de Racalmuto, una rama siciliana, durante el Trecento. Según otros, en cambio, la carreta era un carro triunfal que transportaba el turbante conquistado en Palestina por Enrique del Vasto después de famoso duelo con el príncipe de Joppe. En otras palabras el motivo iconográfico, representado en el bajorrelieve quattrocentesco que decora Piazza Biagio en Finalborgo (capital del marquesado de Finale) se remontaría a tiempos de Enrique I y sería el origen del apellido. El Bricheri Colombi, en cambio, supone que el carro sea una declaración de la presunta descendencia sajona: entre los escudos de los emperadores sajones, uno habría contenido cuatro ruedas como las de un carro.